# Brutto-Netto-Schere
Die Brutto-Netto-Schere bezeichnet insbesondere in der Medienwissenschaft den Unterschied zwischen formell ausgewiesenen und tatsächlich ausgehandelten Werbepreisen.
Reine Bruttoeinnahmen, wie sie beispielsweise Nielsen Media Research jährlich für den Werbemarkt veröffentlicht, können ein verzerrtes Bild des Werbemarktes darstellen. Erst der Vergleich mit den Nettoeinnahmen, wie sie der Zentralverband der Deutschen Werbewirtschaft (ZAW) darstellt, lässt Rückschlüsse auf die von den Anbietern gewährten Rabatte, beziehungsweise die von ihnen tatsächlich erhaltenen Aufwendungen zu.
Die von Werbeanbietern ausgewiesenen Preise stellen im Allgemeinen die am Markt möglichen Maximaleinnahmen dar, die dann an die Zahlungsfähigkeit und -bereitschaft der Kunden nach unten angeglichen werden. Der tatsächlich vom Kunden bezahlte Preis, das heißt der Bruttopreis abzüglich gewährter Rabatte, Agenturkosten und Mittlergebühren, stellt den Nettopreis dar.
Insbesondere wenn sich der Werbemarkt in einer Krise befindet, droht die Brutto-Netto-Schere weiter auseinanderzuklaffen, da die Anbieter von Werbeplätzen durch Rabatte Neukunden akquirieren wollen.
Ein Beispiel, bei dem der Unterschied zwischen Netto- und Bruttoumsätzen sehr hoch ist, stellt der Fernsehmarkt dar. Hier machen die Nettowerbeeinnahmen lediglich die Hälfte am Brutto aus. Das bedeutet, dass die Sender selbst nur rund 50 % von den eigentlich angestrebten Einnahmen erhalten. Folgende Tabelle kann die Entwicklung der Brutto-Netto-Schere anhand von Daten aus dem Fernsehsektor verdeutlichen:
| Werbeumsätze im Fernsehsektor in Mio. € zwischen 1998 und 2004 | Werbeumsätze im Fernsehsektor in Mio. € zwischen 1998 und 2004 | Werbeumsätze im Fernsehsektor in Mio. € zwischen 1998 und 2004 | Werbeumsätze im Fernsehsektor in Mio. € zwischen 1998 und 2004 | Werbeumsätze im Fernsehsektor in Mio. € zwischen 1998 und 2004 | Werbeumsätze im Fernsehsektor in Mio. € zwischen 1998 und 2004 | Werbeumsätze im Fernsehsektor in Mio. € zwischen 1998 und 2004 | Werbeumsätze im Fernsehsektor in Mio. € zwischen 1998 und 2004 | Werbeumsätze im Fernsehsektor in Mio. € zwischen 1998 und 2004 | Werbeumsätze im Fernsehsektor in Mio. € zwischen 1998 und 2004 | Werbeumsätze im Fernsehsektor in Mio. € zwischen 1998 und 2004 | Werbeumsätze im Fernsehsektor in Mio. € zwischen 1998 und 2004 | Werbeumsätze im Fernsehsektor in Mio. € zwischen 1998 und 2004 | Werbeumsätze im Fernsehsektor in Mio. € zwischen 1998 und 2004 | Werbeumsätze im Fernsehsektor in Mio. € zwischen 1998 und 2004 |
|                                                                | 1998                                                           | 1998                                                           | 1999                                                           | 1999                                                           | 2000                                                           | 2000                                                           | 2001                                                           | 2001                                                           | 2002                                                           | 2002                                                           | 2003                                                           | 2003                                                           | 2004                                                           | 2004                                                           |
| -------------------------------------------------------------- | -------------------------------------------------------------- | -------------------------------------------------------------- | -------------------------------------------------------------- | -------------------------------------------------------------- | -------------------------------------------------------------- | -------------------------------------------------------------- | -------------------------------------------------------------- | -------------------------------------------------------------- | -------------------------------------------------------------- | -------------------------------------------------------------- | -------------------------------------------------------------- | -------------------------------------------------------------- | -------------------------------------------------------------- | -------------------------------------------------------------- |
|                                                                | brutto                                                         | netto                                                          | brutto                                                         | netto                                                          | brutto                                                         | netto                                                          | brutto                                                         | netto                                                          | brutto                                                         | netto                                                          | brutto                                                         | netto                                                          | brutto                                                         | netto                                                          |
| RTL                                                            | 1.862,96                                                       | 1.196,4                                                        | 1.947,39                                                       | 1.244,5                                                        | 2.176,47                                                       | 1.345,70                                                       | 2.159,84                                                       | 1.274,50                                                       | 2.133,27                                                       | 1.180,50                                                       | 2.286,28                                                       | 1.152,40                                                       | 2.217,84                                                       | 1.118,00                                                       |
| Super RTL                                                      | 123,02                                                         | 63,4                                                           | 156,42                                                         | 83,3                                                           | 168,00                                                         | 92,70                                                          | 185,01                                                         | 91,10                                                          | 168,18                                                         | 86,60                                                          | 187,85                                                         | 91,70                                                          | 223,90                                                         | 98,50                                                          |
| ProSieben                                                      | 1.413,16                                                       | 827,8                                                          | 1.453,43                                                       | 848,2                                                          | 1.518,99                                                       | 882,49                                                         | 1.527,47                                                       | 875,00                                                         | 1.456,26                                                       | 786,00                                                         | 1.348,69                                                       | 700,80                                                         | 1.405,64                                                       | 725,00                                                         |
| kabel eins                                                     | 319,31                                                         | 161,6                                                          | 355,62                                                         | 194,3                                                          | 415,84                                                         | 227,01                                                         | 414,29                                                         | 219,00                                                         | 378,51                                                         | 198,00                                                         | 385,71                                                         | 193,70                                                         | 385,17                                                         | 193,00                                                         |
| ARD                                                            | 258,22                                                         | 180,1                                                          | 260,75                                                         | 183,6                                                          | 272,34                                                         | 192,77                                                         | 229,71                                                         | 166,73                                                         | 190,08                                                         | 136,71                                                         | 202,49                                                         | 141,04                                                         | 251,76                                                         | 182,17                                                         |
| ZDF                                                            | 209,57                                                         | 159,5                                                          | 211,35                                                         | 160,9                                                          | 232,26                                                         | 178,78                                                         | 194,57                                                         | 147,77                                                         | 152,22                                                         | 116,10                                                         | 155,24                                                         | 111,23                                                         | 146,16                                                         | 111,58                                                         |

Überträgt man beispielsweise die Werte von RTL und ZDF jeweils in ein Diagramm, so wird ersichtlich, dass sich der Abstand zwischen den Netto- und den Bruttopreisen bei RTL über die Zeit hinweg vergrößert hat. Die Brutto-Netto-Schere ist also weiter auseinandergeklafft:
|                                            |
| Brutto- und Nettowerbeaufwendungen von RTL |

Ein etwas anderes Bild ist beim Sender ZDF festzustellen. Der Abstand zwischen Brutto und Netto war zwar den marktüblichen Schwankungen unterworfen, einen allgemeinen Trend kann man hier aber nicht ausmachen. Die Privatsender wie RTL sind eben in viel stärkerem Maße auf das Platzieren von Werbung als alleinige Einnahmequelle angewiesen und sind daher eher daran interessiert, ihren Kunden Preisrabatte zu gewähren:
|                                            |
| Brutto- und Nettowerbeaufwendungen von ZDF |